# Joseph Antonio Betrán

José o Joseph Antonio Betrán Portaña (Jaca, 28 de enero de 1682 - Jaca, 24 de diciembre de 1716) fue un compositor y maestro de capilla español.

## Vida
Joseph Antonio Betrán Portaña nació en Jaca, actualmente en la provincia de Huesca, el 28 de enero de 1682, siendo bautizado al día siguiente. Ingresó en el coro de la capilla de música de la Catedral de Jaca con cinco años, el 18 de abril de 1687. El hecho de acceder de tan joven era inhabitual y pudo estar influida por ser sobrino del canónigo Portaña. Se formaría allí musicalmente con el maestro de capilla, Miguel de Ambiela, y el tenor Piedrafita, a su vez discípulo de Ambiela.
Betrán ya no dejaría la Catedral de Jaca, donde iría ascendiendo en los cargos hasta llegar al magisterio de música. El 7 de noviembre de 1692 fue empleado como escolano en la sacristía y en 1704 era contralto de la capilla de música, cuando el cabildo lo propuso para maestro de capilla. El maestro Ambiela había dejado el cargo cuatro años antes para ocupar el magisterio de la Basília del Pilar de Zaragoza. El cargo permanecía vacante, ejerciendo el tenor Francisco Piedrafita la interinidad. Betrán tomó posesión del magisterio del 24 de marzo de 1704, con tan solo 22 años.
Al parecer Betrán había estado preparándose en los años anteriores para el cargo, ya que se conserva una composición suya de 1702, quizás para demostrar sus habilidades. Permaneció en el magisterio y como contralto hasta 1716. Ese año no aparecen composiciones y en abril se buscaba un contralto para la capilla de música. Esto, unido al que escribió su testamento pocos meses antes de su fallecimiento parece indicar una larga enfermedad. Falleció en Jaca en la Nochebuena de 1716, a los 34 años.

## Obra
En el archivo musical de la Catedral de Jaca se conservan casi un centenar de composiciones, entre las que se cuentan 35 en latín y 55 en romance, entre los que se cuentan un número considerable dedicado a Santa Orosia, patrona de Jaca y de gran devoción en la comarca. Las composiciones en latín muestran su formación con Ambiela, siendo característicos de los villancicos del siglo XVII: doble coro con acompañamiento, estribillo y coplas e intervención de instrumentos heredados del siglo XVI, como chirimías y arpa.
Destacan sobre todo el villancico en aragonés, por su rareza. Los textos en aragonés de Betrán y Francisco Viñas fueron recogidos posteriormente por el canónigo archivero de la Catedral, Juan Francisco Aznárez, que posteriormente los adaptaría en la década de 1950 para los danzantes de Jaca. Los villancicos a menudo son dialogados, en los que los jacetanos o montañeses hablan en aragonés.

Un bachiller de la hoya

a un montañés hace guerra

porque dice: Señor Dios,

rogad a Orosia que pleba.

[...]

Que ye hecho de feguras,

la santa ye santa de veras,

guárdelas para allá'

bacho o guarde aquí su cabeza

[...]

Sencillez bien puede ser,

dice el montañés con veras,

Dios quiere la sencillez,

no los bofons de la fueya [la Hoya de Huesca].
Un bachiller de la Oya